# Niederländisch-spanische Beziehungen
Die Niederländisch-spanische Beziehungen sind das zwischenstaatliche Verhältnis zwischen dem Königreich der Niederlande und dem Königreich Spanien. Die gegenseitigen Beziehungen haben eine lange Vorgeschichte. Ab 1556 stand der Großteil der Region Benelux als Teil der Spanischen Niederlande unter der Herrschaft der Spanischen Habsburger. Spanische Versuche eine direkte Herrschaft zu etablieren, die Steuern zu erhöhen und die Katholizismus durchzusetzen führten 1568 zu einem niederländischen Aufstand, der im Achtzigjährigen Krieg mündete. Mit dem Frieden von Münster (1648) erkannte Spanien die Unabhängigkeit der Republik der Vereinigten Niederlande an, während die südlichen Niederlande (heutiges Belgien) unter spanischer Herrschaft verblieben. Danach wurden die Niederlande und Spanien zu Zweckverbündeten gegen das Königreich Frankreich (bis zum Spanischen Erbfolgekrieg) und später das napoleonische Frankreich. Im 20. Jahrhundert tolerierten die Niederlande das Franco-Regime, kritisierten jedoch in den 1970er Jahren verstärkt dessen Menschenrechtsverletzungen und unterstützen den Übergang Spaniens zur Demokratie. Seitdem haben die Beziehungen sich deutlich intensiviert und beide Länder wurden Partner in EU und NATO.

## Geschichte

### Spanische Herrschaft in den Niederlanden

Spanisch-Habsburgische Niederlande in Orange (1560)

Philipp der Schöne ermöglichte durch seine Heirat mit der Tochter der katholischen Monarchen und zukünftigen Königin Johanna I. die Verbindung der burgundischen Gebiete (einschließlich der Burgundische Niederlande) mit Spanien. Im 16. Jahrhundert gehörten die niederländischen Provinzen zum Herrschaftsgebiet der spanischen Habsburger. Kaiser Karl V. hatte die Niederlande geerbt, und ab 1556 regierte sein Sohn Philipp II. die Region als König von Spanien. Die spanische Krone versuchte, die bislang autonom geführten Provinzen eine zentralistische Herrschaft aufzuzwingen und die wohlhabenden Niederlande fiskalisch auszubeuten. Diese Politik – darunter neue Steuern, die Einschränkung lokaler Rechte und die Einsetzung königlicher Statthalter – stieß auf wachsenden Unmut bei den niederländischen Ständen und Städten. Gleichzeitig verschärfte sich der religiöse Gegensatz: Die Ausbreitung des Protestantismus (vor allem des Calvinismus) in den Jahrzehnten nach 1550 kollidierte mit der strikt katholischen Gegenreformationspolitik Philipps II.
Der Versuch Spaniens, die „Ketzer“ mit harter Hand zu verfolgen (Inquisition, Ketzeredikte) und den Katholizismus als einzig zulässige Religion durchzusetzen, empörte viele Niederländer – auch solche, die selbst katholisch blieben. 1566 entluden sich die Spannungen im Bildersturm, bei dem Protestanten in vielen Städten katholische Kirchen verwüsteten. Philipp II. reagierte, indem er 1567 den Fernando Álvarez de Toledo, Herzog von Alba mit einem Heer von 10.000 Mann in die Niederlande entsandte. Dieser errichtete ein Sondergericht (von den Einheimischen „Blutrat“ genannt), vor dem bis 1572 etwa 8.950 Personen wegen Rebellion oder Ketzerei angeklagt wurden; über 1000 von ihnen ließ er hinrichten. Unter den Opfern dieser Repressionspolitik waren prominente Adlige wie die Grafen Lamoral von Egmond und Philippe de Montmorency, Graf von Hoorn, deren Enthauptung 1568 großes Aufsehen erregte. Die brutalen Maßnahmen Albas trieben immer mehr Niederländer, unabhängig von ihrer Konfession, in die Opposition oder ins Exil, was die Ausbreitung des Protestantismus in Nord- und Westdeutschland begünstigte.

### Der Achtzigjährige Krieg (1568–1648)

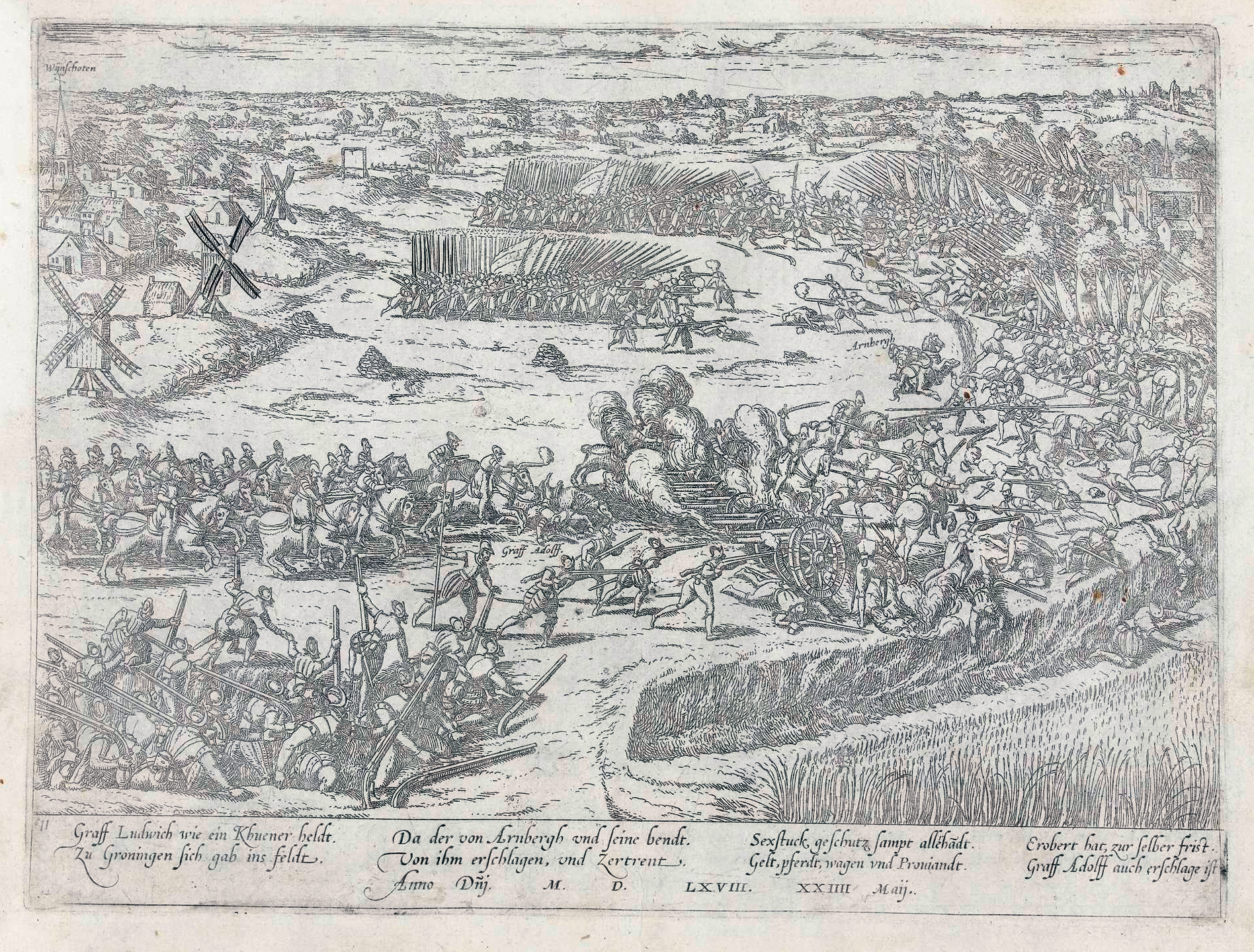
Abbildung der Schlacht von Heiligerlee (1568)

1568 begann der offene Aufstand der nördlichen Niederlande gegen die spanische Herrschaft, der als Achtzigjähriger Krieg bekannt wurde. Unter Führung von Wilhelm von Oranien erreichten die aufständischen Provinzen zunächst in einem Guerillakrieg Erfolge; 1579 schlossen sich sieben protestantisch geprägte Provinzen zur Utrechter Union zusammen und erklärten 1581 formell ihre Unabhängigkeit von der spanischen Krone. Spanien konnte zwar einige Zeit Teile des Landes zurückerobern (etwa die wichtige Handelsstadt Antwerpen 1585), doch der Krieg zog sich ohne Entscheidung hin. Die südlichen Provinzen (im heutigen Belgien), die mehrheitlich katholisch blieben, verblieben unter Habsburger Kontrolle, während sich im Norden die Republik der Sieben Vereinigten Provinzen etablierte. Ein zwölfjähriger Waffenstillstand (1609–1621) brachte nur eine Atempause. Nach Wiederaufnahme der Kämpfe blieb Spanien trotz seiner militärischen Übermacht ein Sieg versagt, auch weil die niederländische Republik von Englands und Frankreichs Rivalität mit den Habsburgern profitierte. Schließlich erkannte Spanien im Frieden von Münster von 1648 die seit langem de facto bestehende Unabhängigkeit der Republik der Vereinigten Niederlande offiziell an; im Gegenzug sicherte sich Madrid die habsburgertreuen südlichen Niederlande. Damit endete der Achtzigjährige Krieg nach fast acht Jahrzehnten formell.
Der Westfälische Frieden – bestehend aus den parallel in Münster und Osnabrück geschlossenen Verträgen – besiegelte nicht nur die Unabhängigkeit der nördlichen Provinzen von der spanischen Krone, sondern auch deren Ausscheiden aus dem Heiligen Römischen Reich. Die südlichen Niederlande blieben dagegen unter habsburgischer (spanischer) Herrschaft und wurden in den folgenden Jahrzehnten von den spanischen Habsburgern rekatholisiert und gegen die Einflüsse der nun unabhängigen calvinistischen Republik abgeschottet.

### Entwicklung vom 17. bis zum 19. Jahrhundert

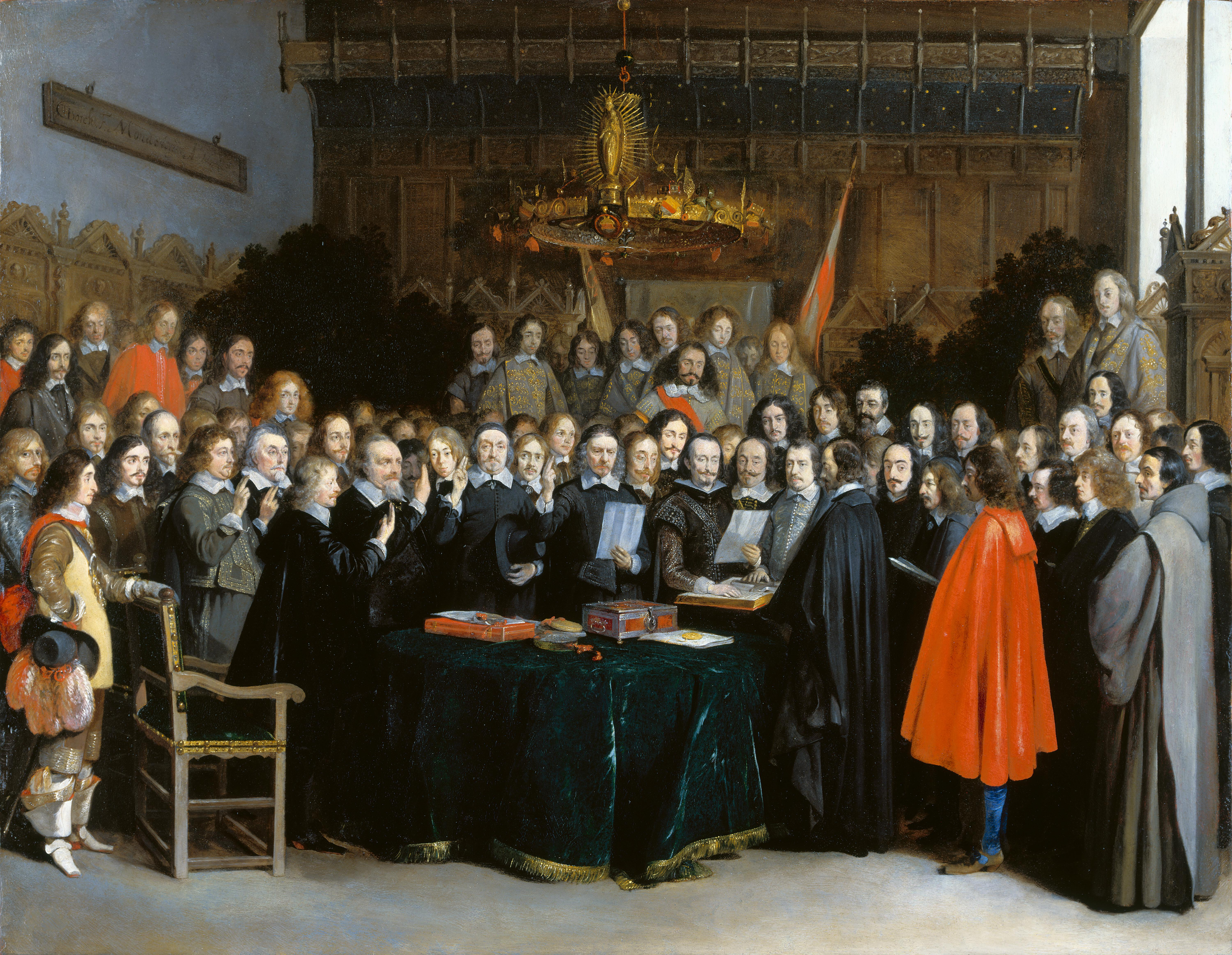
Friede von Münster (1648)

Nach 1648 normalisierten sich die diplomatischen Beziehungen allmählich. Bereits 1656 entsandte die niederländische Republik erstmals einen offiziellen Gesandten an den spanischen Hof in Madrid. Kurze Zeit später führten neue machtpolitische Konstellationen sogar dazu, dass vormals erbitterte Gegner gemeinsam gegen Dritte agierten: Angesichts der Expansion Frankreichs unter König Ludwig XIV. schmiedete Spanien 1673 zusammen mit den Niederlanden, dem römisch-deutschen Kaiser und weiteren Verbündeten ein Bündnis um Frankreichs Vormachtstreben entgegenzutreten. So kämpften spanische und niederländische Truppen in den 1670er Jahren Seite an Seite gegen Frankreich, etwa im Rahmen des Holländischen Krieges (1672–1678). Im Spanischen Erbfolgekrieg (1701–1714) standen die Niederlande dann auf Seiten der Anti-Bourbonischen-Allianz (mit u. a. Österreich, England) gegen Frankreich. Der Krieg endete damit, dass der französische Bourbone Philipp V. als König von Spanien anerkannt wurde, Spanien jedoch seine europäischen Nebenländer abtreten musste. Die ehemals spanisch beherrschten Südlichen Niederlande gingen 1714 an die österreichischen Habsburger über, womit Spanien seine letzten Besitzungen in den Niederlanden verlor. Nach diesem Machtwechsel verlor Spanien weitgehend das Interesse an den Niederlanden (und umgekehrt) – Spanien wandte sich seinen kolonialen und südeuropäischen Interessen zu, während die niederländische Republik im 18. Jahrhundert politisch und wirtschaftlich eher in den Schatten trat.
Im 19. Jahrhundert fanden die beiden Länder wieder als gleichberechtigte Nationen zusammen. Nach der napoleonischen Zeit entstanden das Königreich der Niederlande (1815) und das konstitutionelle Königreich Spanien (1813/1833) neu. Beide etablierten diplomatische Vertretungen und pflegten zumeist freundliche, wenn auch wenig intensive Kontakte. Da Spanien und die Niederlande geographisch weit entfernt lagen und keine direkten Konfliktfelder mehr hatten, blieben ihre Beziehungen in dieser Epoche unauffällig.

### Jüngere Zeit
Sowohl Spanien als auch die Niederlande blieben im Ersten Weltkrieg (1914–1918) neutral. Während des Spanischen Bürgerkriegs (1936–1939) blieb die niederländische Regierung offiziell neutral, doch die öffentliche Meinung sympathisierte überwiegend mit der bedrängten spanischen Republik. Rund 600 bis 700 niederländische Freiwillige dienten auf republikanischer Seite in den Internationalen Brigaden oder als medizinisches Personal für die spanische Volksfrontregierung. Die Regierung in Den Haag versuchte indes, keine direkte Parteinahme zu zeigen; 1937 erließ das niederländische Parlament ein Gesetz, das die Beteiligung eigener Staatsbürger am Krieg in Spanien unter Strafe stellte.  Nach Francos Sieg erkannte die Niederlande im März 1939 – kurz vor Ende des Bürgerkriegs – faktisch dessen Regime an, primär um wirtschaftliche Interessen (Handel mit spanischem Erz) nicht zu gefährden. Im Zweiten Weltkrieg blieb Spanien unter Franco neutral, während die Niederlande 1940 von den Achsenmächten besetzt wurden. Die niederländische Exilregierung hielt eine diplomatische Gesandtschaft in Madrid aufrecht, die u. a. niederländischen Flüchtlingen Schutz bot. Nach 1945 beteiligte sich die Niederlande an der internationalen Isolierung der Franco-Diktatur. Gemeinsam mit anderen westlichen Demokratien zog man zeitweilig den Botschafter ab und schloss Spanien von Marshallplan-Hilfen aus. Doch mit Ausbruch des Kalten Krieges und der Einbindung Spaniens in die westliche Antikommunismus-Strategie entspannten sich die Beziehungen wieder. In den 1950er Jahren normalisierten sich die diplomatischen Kontakte Schritt für Schritt.

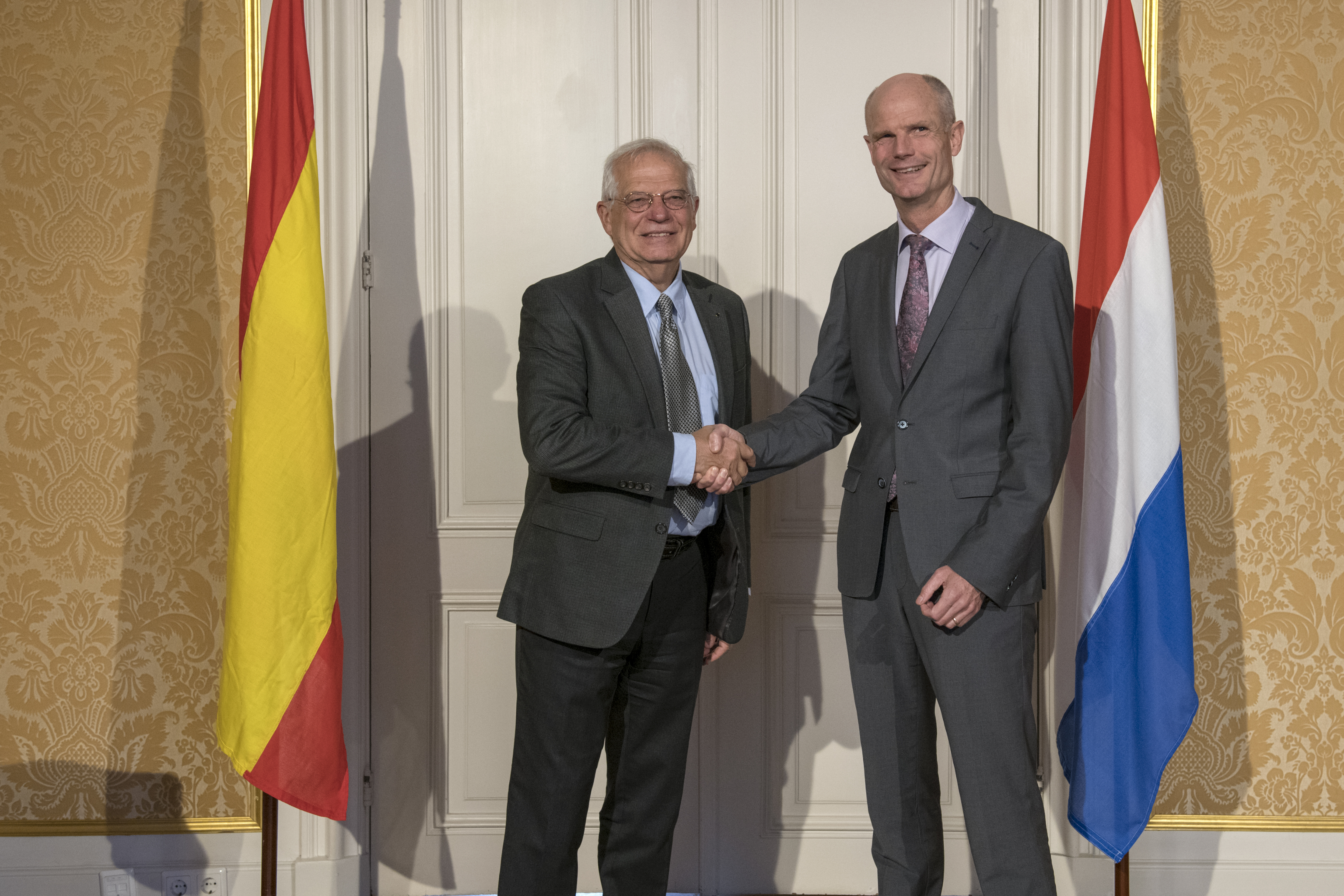
Treffen der Außenminister Josep Borrell und Stef Blok (2018)

Einen Tiefpunkt erreichten das Verhältnis zur Franco-Diktatur in deren letzten Jahren. Die niederländische Öffentlichkeit und Politik kritisierten das autoritäre Regime in Madrid zunehmend offen. Im September 1975 – wenige Wochen vor Francos Tod – rief der niederländische Premierminister Joop den Uyl bei einer Solidaritätskundgebung in Utrecht dazu auf, als „Wächter unserer Brüder in Spanien“ für Freiheit und Demokratie einzutreten. Tatsächlich hatte Den Uyls Regierung (1973–1977) die spanische Opposition politisch unterstützt und im Europäischen Rahmen auf eine Demokratisierung Spaniens gedrängt. Nach dem Tod Francos und dem Übergang Spaniens zur Demokratie (1975–1978) waren die Niederlande eines der ersten Länder, das dem neuen König Juan Carlos I. und der spanischen Reformregierung umfassende Unterstützung zusicherte. In den 1980er Jahren entwickelten sich die ehemals distanzierten Beziehungen zu einer engen Partnerschaft innerhalb der westlichen Bündnisse. Spanien trat 1982 der NATO bei, der die Niederlande seit 1949 angehören. Vor allem aber unterstützte Den Haag nachdrücklich Spaniens Beitritt zur Europäischen Gemeinschaft (1986).

## Wirtschaftsbeziehungen
Die wirtschaftlichen Beziehungen zwischen Spanien und den Niederlanden sind intensiv, wobei beide Länder von ihrer Mitgliedschaft im EU-Binnenmarkt profitieren. Die Niederlande gehören zu Spaniens wichtigsten Handelspartnern. Im Jahr 2023 betrug das bilaterale Handelsvolumen über 34 Milliarden Euro. Die Niederlande waren damit Spaniens achtgrößter Exportmarkt und gleichzeitig der sechstgrößte Lieferant von Importgütern. Wichtigste spanische Ausfuhren in die Niederlande sind u. a. landwirtschaftliche Erzeugnisse (z. B. Obst, Gemüse und Wein), Fahrzeuge und Industrieprodukte. Umgekehrt exportiert die niederländische Wirtschaft (teils in Form von Re-Exporten) chemische und petrochemische Erzeugnisse, Maschinen, Elektronik sowie Agrarprodukte nach Spanien. Beide Länder investieren auch wechselseitig: Viele große niederländische Unternehmen sind mit Niederlassungen in Spanien vertreten (etwa im Finanzsektor, im Einzelhandel oder in der Rohstoffindustrie), während in den letzten Jahren auch zunehmend spanische Firmen Standorte in den Niederlanden eröffnen. 2024 wurden gemeinsame Initiativen etwa im Bereich grüner Energien (z. B. ein geplanter „Wasserstoff-Korridor“ zwischen spanischen und niederländischen Häfen) vereinbart.
Auch im Bereich Tourismus und Arbeitsmarkt bestehen starke wirtschaftliche Verbindungen. Jährlich besuchen Millionen Niederländer Spanien als Urlaubsdestination; allein 2016 wurden rund 3,4 Millionen niederländische Touristen in Spanien gezählt. Sie tragen erheblich zur spanischen Tourismuswirtschaft bei – besonders in Küstenregionen wie der Costa Blanca, Costa del Sol und auf den Kanaren. Umgekehrt kommen viele spanische Touristen in die Niederlande, insbesondere nach Amsterdam. Außerdem arbeiten zahlreiche Spanier und Niederländer im jeweils anderen Land, teils als Expats in multinationalen Konzernen oder im Rahmen von EU-Arbeitsmobilität. Diese personellen Verflechtungen vertiefen die wirtschaftlichen Beziehungen zusätzlich.

## Kulturbeziehungen
Die kulturellen Beziehungen zwischen Spanien und den Niederlanden sind vielfältig und werden durch einen regen Austausch von Menschen, Sprache und Künsten geprägt. Spanien ist seit Jahrzehnten ein äußerst beliebtes Ziel für niederländische Auswanderer und Ruhestandsimmigranten. Schätzungsweise 130.000 Niederländer haben ihren festen Wohnsitz in Spanien, viele davon an der sonnigen Mittelmeerküste, was zu lebendigen niederländischen Gemeinden in Regionen wie der Costa Blanca und Andalusien geführt hat. Umgekehrt leben auch mehrere Zehntausend Spanier in den Niederlanden, die dort arbeiten oder studieren. Neben der dauerhaften Emigration spielt der Tourismus eine große Rolle im Kulturaustausch.
Ein zentrales Element der Kulturbeziehungen ist die Sprache. In den Niederlanden besteht ein großes Interesse an der spanischen Sprache und Kultur. Spanisch wird an Schulen und Universitäten stark nachgefragt und rangiert mittlerweile als eine der beliebtesten Fremdsprachen im Bildungssystem. Mehrere niederländische Universitäten (z. B. in Amsterdam, Utrecht und Groningen) unterhalten eigene Institute für spanische Sprache, Literatur und Hispanistik. Zur Förderung der spanischen Kultur hat Spanien in den Niederlanden das Instituto Cervantes etabliert, das mit einem Kulturzentrum in Utrecht präsent ist. Dieses Institut organisiert Sprachkurse, Vorträge, Filmvorführungen und andere Veranstaltungen und lädt regelmäßig spanische Autoren, Künstler und Wissenschaftler in die Niederlande ein.
Auch Kunst und Kultur werden rege ausgetauscht. Spanische Künstler und ihr Werk stoßen in den Niederlanden auf großes Interesse. Ausstellungen in spanischen Museen über Künstler wie Miró, Picasso, Dalí oder Goya – ziehen viel Publikum an und vertiefen das Verständnis für Spaniens Kunsttradition. Umgekehrt genießen niederländische Kunst und Architektur hohes Ansehen in Spanien. Werke von niederländischen Meistern werden in spanischen Museen gezeigt, und es gibt regelmäßig kulturelle Kooperationen, etwa bei Filmfestivals, Musikveranstaltungen (z. B. Jazz- und Klassikfestivals mit Künstlern beider Länder) oder Städtepartnerschaften. Nicht zuletzt verbindet beide die gemeinsame historische Erinnerung, die in Literatur und Populärkultur aufgearbeitet wird. Ereignisse wie der niederländische Unabhängigkeitskampf gegen Spanien oder das spanische Erbe in Flandern sind Thema von Romanen, Filmen und Ausstellungen.
Im Sport ist der Fußball in beiden Ländern Nationalsport, wobei Spanien und die Niederlande jeweils zu den erfolgreichsten Ländern im europäischen Fußball gehören. Zahlreiche Niederländische Fußballspieler wie z. B. Johan Cruyff (der einen prägenden Einfluss auf den spanischen Fußball hatte) spielten in Spanien. Im Gegenzug spielten auch einige spanische Spieler in den Niederlanden. Die A-Nationalmannschaften beider Länder spielten bis 15-mal gegeneinander (Stand 2025), darunter auch im Endspiel der Fußball-Weltmeisterschaft 2010.

## Diplomatische Standorte
- Die Niederlande haben eine Botschaft in Madrid.
- Spanien hat eine Botschaft in Den Haag und ein Generalkonsulat in Amsterdam.

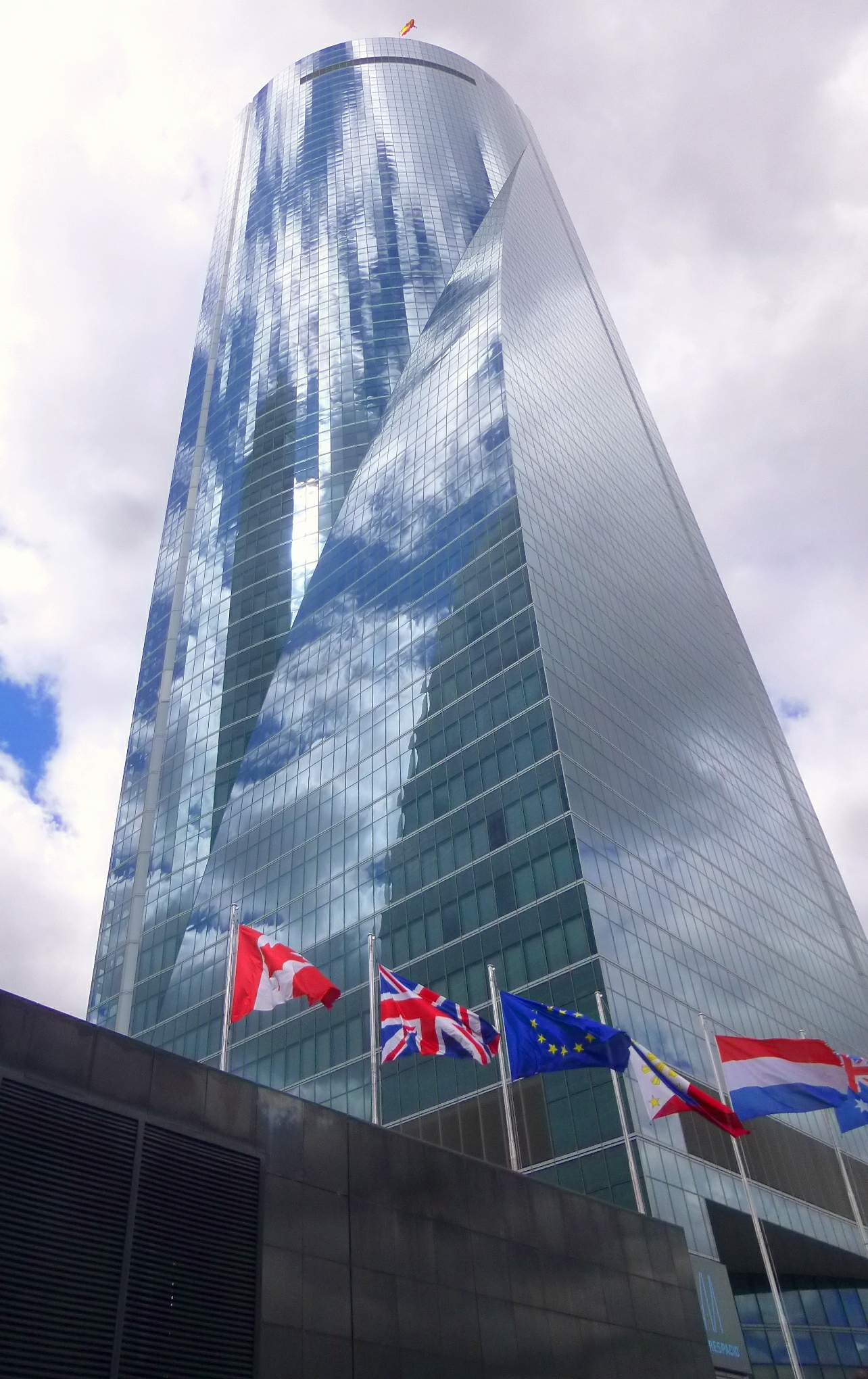
Torre Espacio mit der Botschaft der Niederlande in Madrid
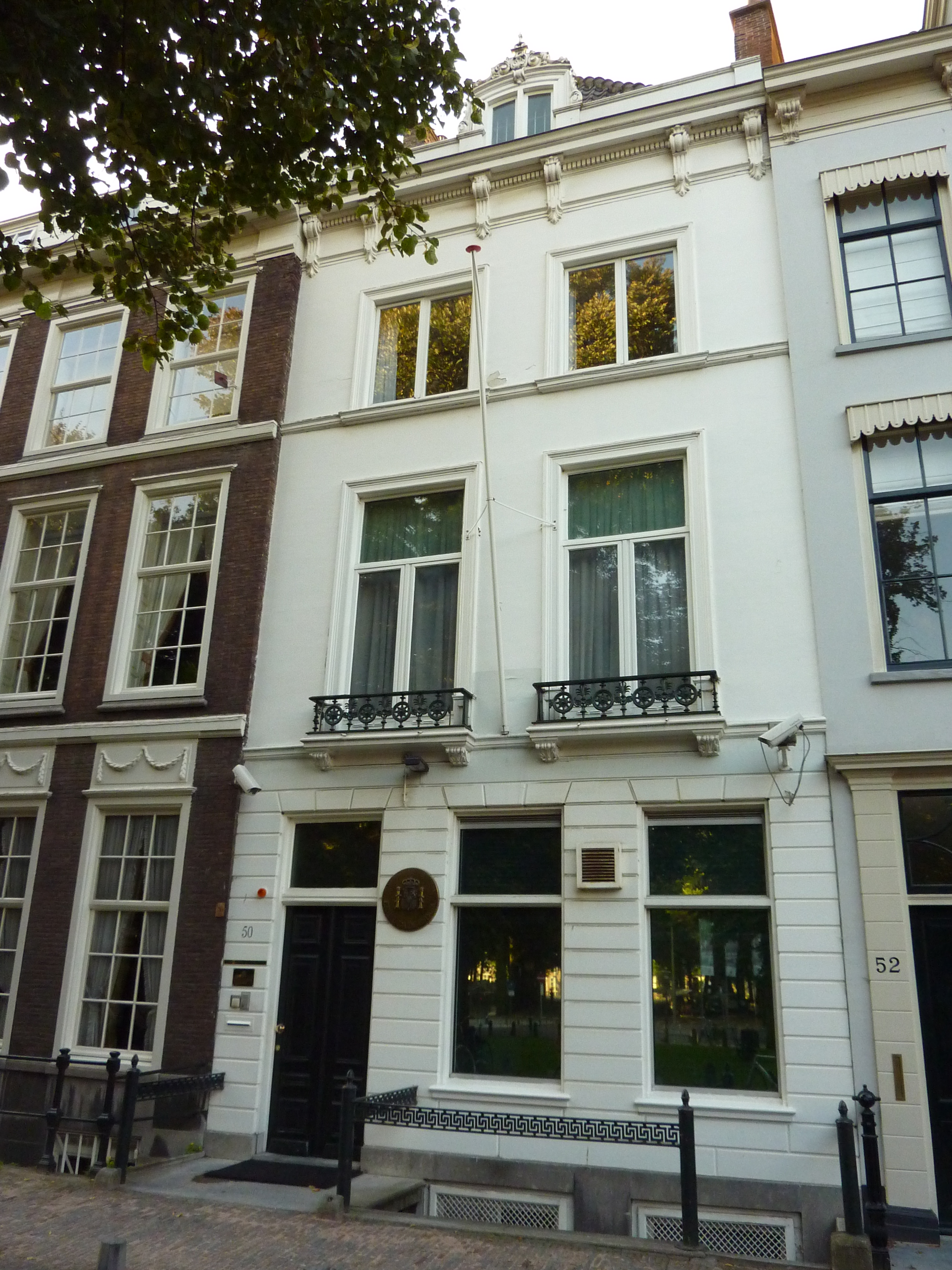
Botschaft von Spanien in Den Haag